# Nathalie Kubalski
Nathalie Kubalski née le 3 septembre 1993, est une joueuse de hockey sur gazon allemande. Elle évolue au poste de gardien de but au Düsseldorfer HC et avec l'équipe nationale argentine.

## Carrière
Elle a été appelée en équipe nationale pour concourir à la Coupe du monde 2018 à Londres.

## Palmarès
- : 2e à l'Euro 2019.
- : 2e à l'Euro 2021.